# Supporters Direct
Supporters Direct es una iniciativa gubernamental británica, fundada con dinero público, con oficinas en Londres y Glasgow. Su finalidad es ayudar a la gente "que desea tomar parte responsable en la vida del club de fútbol que apoyan". Para ello ofrecen apoyo, información y recomendaciones a grupos de aficionados al fútbol.
Supporters Direct promueve la formación de "Supporters' trusts", como medio para ofrecer a los aficionados un cierto nivel de propiedad y una representación democrática dentro de los clubes a los que apoyan.
Supporters Direct también patrocina el trofeo "Copa Supporters Direct", una competición anual previa a la temporada regular, en la que participan equipos de fútbol que son propiedad de los aficionados.